# Luo (ludy)

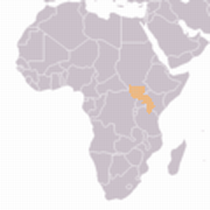
Obszar zamieszkiwany przez ludy Luo

Luo (Lwo, Kiluo) – grupa ludów zamieszkujących dorzecze górnego Nilu, a także przyległe tereny Kenii, Tanzanii i Demokratycznej Republiki Konga, odłam Nilotów. Posługują się językami nilotyckimi (zob. języki luo). Dzielą się na dwie główne grupy: północną (m.in. Szyllukowie, Anuak)  i południową (m.in. Aczoli, Luo właściwi, Lango, Alur, Zair).
Ludy Luo zachowują tradycyjne wierzenia, częściowo przejęli też chrześcijaństwo i islam sunnicki. Struktura społeczna oparta jest przeważnie na rodach patriarchalnych, praktykowane jest wielożeństwo. Podstawą gospodarki jest rolnictwo i hodowla zwierząt, w mniejszym zakresie również rybołówstwo.